# Maya Mountains
Die Maya Mountains (spanisch Montes Maya) sind ein Gebirgszug in Belize, der sich bis ins östliche Guatemala erstreckt und – wenn auch getrennt davon – im weiteren Sinne zur Sierra Madre de Chiapas gerechnet wird.
Der Gebirgszug beginnt rund 50 Kilometer südwestlich von Belize City im Distrikt Cayo. Die höchste Erhebung in den Maya Mountains ist der 1124 Meter hohe Doyle’s Delight. In den Bergen gibt es häufige Niederschläge, die eine Vielzahl von Bächen entspringen lassen. Diese speisen den Macal River und den Mopan River, die in weiterer Folge in den Belize River münden. Der Gebirgszug bildet gleichzeitig die Wasserscheide zwischen Zentral- und Südbelize.
Die Maya Mountains und ihre Ausläufer wurden bereits um etwa 1200 v. Chr. von den Maya besiedelt und beherbergen archäologisch bedeutende Maya-Ruinen wie zum Beispiel Caracol.
In den Maya Mountains befinden sich mehrere Naturparks wie zum Beispiel der Blue Hole National Park (nicht zu verwechseln mit dem Great Blue Hole ebenfalls in Belize), der Chiquibul National Park, das Cockscomb Wildlife Sanctuary and Jaguar Reserve, der Five Blues Lake National Park, das Mountain Pine Ridge Forest Reserve oder das Colombia Forest Reserve.